# Pădurea Pojorâtele
Pădurea Pojorâtele este o arie protejată de interes național ce corespunde categoriei a IV-a IUCN (rezervație narturală de tip forestier), situată în județul Teleorman, pe teritoriul administrativ al comunei Drăgănești de Vede.

## Descriere
Rezervația naturală aflată în Câmpia Găvanu-Burdea, imediata apropiere a satului Drăgănești de Vede, are o suprafață de 58 de hectare și a fost declarată arie protejată prin Hotărârea de Guvern Nr.1143 din 18 septembrie 2007 (privind instituirea de noi arii naturale protejate).
Aria naturală reprezintă o suprafață împădurită cu arboret natural (șleau de luncă), cu vârste cuprinse între 40 și 120 de ani.